# Trstenik (Orebić)
Trstenik falu Horvátországban, Dubrovnik-Neretva megyében. Közigazgatásilag Orebićhez tartozik.

## Fekvése
Makarskától légvonalban 51 km-re délkeletre, Dubrovnik városától légvonalban 64, közúton 85 km-re északnyugatra, községközpontjától légvonalban 19, közúton 26 km-re keletre, a Pelješac-félsziget középső részének déli partján, a szelíd Žuljana-öböl északi végében fekszik. A trpanji kompkikötőtől mintegy 20 km a távolsága. Trsteniken a kisebb hajók számára található alkalmas kikötő. Néhány éve még kompjárat kötötte össze a Mljet szigetén fekvő Polače településsel, de ezt megszüntették, mivel az üzemeltetés nem volt gazdaságos.

## Története
A Trstenik feletti 616 méter magas Ćućin-hegyen a kőkorszaki ember egyik régészeti lelőhelye található. Az ott nyíló Prnčeva-barlangban egy az újkőkorból származó kőszekercét találtak, mely ékes bizonyítéka a kőkorszaki ember itteni letelepedésének. A 14. századtól a 18. század végéig a Raguzai Köztársasághoz tartozott. Egyházilag a pelješaci plébánia része volt, mely akkoriban a félsziget legnagyobb területű plébániája volt. Területe Trsteniktől Trpanjon át Orebićig húzódott. Később Trstenik janjinai plébánia része lett, 1863-tól pedig már önálló káplánja volt. 1806-ban a Raguzai Köztársaságot legyőző franciák uralma alá került, de Napóleon bukása után 1815-ben a berlini kongresszus a Habsburgoknak ítélte. 1857-ben 226, 1910-ben 228 lakosa volt. A 19. században és a 20. század elején Trstenik a pelješaci borok legfontosabb kereskedelmi kikötője volt, melyeket innen szállítottak Split, Dubrovnik és Itália felé. 1918-ban az új szerb-horvát-szlovén állam, majd később Jugoszlávia része lett. 2011-ben a településnek 117 lakosa volt, akik a janjinai plébániához tartoztak.

## Népesség
| Lakosság változása | Lakosság változása | Lakosság változása | Lakosság változása | Lakosság változása | Lakosság változása | Lakosság változása | Lakosság változása | Lakosság változása | Lakosság változása | Lakosság változása | Lakosság változása | Lakosság változása | Lakosság változása | Lakosság változása | Lakosság változása |
| ------------------ | ------------------ | ------------------ | ------------------ | ------------------ | ------------------ | ------------------ | ------------------ | ------------------ | ------------------ | ------------------ | ------------------ | ------------------ | ------------------ | ------------------ | ------------------ |
| 1857               | 1869               | 1880               | 1890               | 1900               | 1910               | 1921               | 1931               | 1948               | 1953               | 1961               | 1971               | 1981               | 1991               | 2001               | 2011               |
| 226                | 253                | 260                | 221                | 243                | 228                | 228                | 241                | 184                | 169                | 160                | 147                | 118                | 106                | 97                 | 117                |

## Nevezetességei
- Remete Szent Antal tiszteletére szentelt temploma a 18. század elején épült.
- A Mihály arkangyal templomot a 16. – 17. században építették. Mellette régi temető található.

## Gazdaság
A lakosság fő bevételi forrása a turizmus, a vendéglátás és a halászat. A mezőgazdaság legfejlettebb ága itt a szőlőtermesztés, a falu környéki déli fekvésű lejtők termőhelyei a legjobb minőségű horvát vörösborok (Dingač, Postup, Plavac) alapjául szolgáló Plavac mali szőlőfajtának.